# Dynastie usfuride
1253–1392
Entités précédentes :
- Emirat uyunide (en)

Entités suivantes :
- Dynastie jarwanide

La dynastie usfuride (arabe : آل عصفور) était une dynastie arabe qui prit le contrôle de l'Arabie orientale (en), y compris les îles de Bahreïn, en 1253. Les usfurides étaient une branche des Uqaylides, ayant migré de nouveau vers l’Arabie après la chute de leur domination en Syrie.

## Nom
La dynastie tire son nom de son fondateur, ʿUṣfūr bin Rāshid (عُصْفُور بِن رَاشِد). Le nom ʿUṣfūr (عصفور) signifie "petit oiseau".

## Histoire
Les Usfurides étaient d'abord alliés aux Qarmates et à leurs successeurs, les Uyunides (en), mais ils finirent par renverser ces derniers et saisir le pouvoir eux-mêmes. Leur prise de pouvoir survint après que la puissance uyunide avait été affaiblie par une invasion en 1235 par l'atabeg salghuride du Fars.
Au début de leur règne, les Usfurides possédaient un État composé du centre et de l’est de l’Arabie et gouvernaient même certaines parties d’Oman,. Après 150 ans de règne, ils furent renversés par les Jarwanides, eux-mêmes remplacés ensuite par les Jabrides (en), qui appartenaient également à la dynastie uqaylide.
Selon des sources arabes, en 1354, les forces arabes des Usfurides envahirent Bassora et infligèrent de lourdes pertes aux Mongols. Cependant, Cheikh Hassan al-Jalairi le Grand, qui succéda aux Mongols dans le gouvernement de l'Irak et qui était lui-même d'origine mongole, sollicita l’aide du prince Fawaz bin Muhanna, chef de la tribu Ta’is. Cheikh Hassan parvint alors à repousser les envahisseurs, les battant et causant de lourdes pertes aux forces usfurides.